# نيو أوفيس
نيو أُفِس (بالإنجليزية: NeoOffice)‏ هي حزمة مكتبية لنظام تشغيل ماك أو إس عشرة مشتقة من حزمة أُبن أُفس.أورغ الحرة مفتوحة المصدر. وهو من شركة بلاناميسا سوفتوير (بالإنجليزية:  	Planamesa Software)‏، تحتوي الحزمة على برنامج محرر نصوص وبرنامج عروض تقديمية وبرنامج جداول بيانات وبرنامج رسوميات. وتستخدم تقنية جافا لتجعل نيو أُفس متكاملاً مع واجهة أكوا في نظام ماك العاشر.

## الخصائص والتطوير
نيو أُفس واحدة من الحزم المكتبية المبنية على أُبن أُفس.أورغ لنظام ماك العاشر.
بسبب اختلاف الرخصة البرمجية بين نيو أُفس وأُبن أُفس.أورغ فإن شفرة نيو أُفس لا تستخدم في الإصدار الرسمي لأُبن أُفس.أورغ. أعلن مطورو نيو أُفس أنهم يفضلون أن يعملوا بشكل منفصل على أُبن أُفس.أورغ مبرِّرين «أن التنسيق يأخذ الكثير من الوقت»، وبالمقابل أعلن مطورو أُبن أُفس.أورغ: «لقد اقترحنا العمل معاً، ولكن مطوري نيو أُفس رفضوا ذلك».
في أبريل 2009 أُصدر نيو أُفس 3.0 المبني على أُبن أُفس.أورغ 3.0.1، وكانت الإصدارة لأجهزة ماكنتوش المعتمدة على معمارية إنتل وبَوَر بي سي.
أيضاً تم إدراج الشفرة المصدرية الجديدة لأُبن أُفس.أورغ، التي تم وضعها في نسختي لينكس وسولاريس، في نيو أُفس مع إعادة تصميم الواجهة الرسومية باستخدام برنامج أبل أكوا ديزين إليمينتس (بالإنجليزية:  Apple's Aqua design elements)‏ مضيفةً للبرنامج واجهة تشعرك بأنه برنامج مصمم للماك بدلاً من استخدام برنامج ماك أو إس X11 لتشغيله، وأُطلقت أيقونات جديدة في الإصدار 2.1 تستعمل تصاميم أقرب إلى تصاميم ماك العاشر.

## نيو أُفس ودعم العربية
الحزمة تدعم اللغة العربية جيدًا، لكن يجب أن تُفعَّل تخطيط النصوص المعقَّدة (CTL) أولاً من تفضيلات الحزمة. فضلاً عن أنه يوجد تعريب لواجهة الحزمة مستورد من تعريب المشروع الأصلي أُبن أُفس. وقد لاحظ كثير من المستخدمين أن دعم هذه الحزمة للعربية على منصة ماك أفضل من الحزمة الأصلية أُبن أُفس، بعدما واجهوا مشكلات بالكتابة مع تلك منها أن الأحرف تظهر مفرَّقة [بحاجة لمصدر].

## نيو أُفس 2
أُبن أُفس.أورغ 2 كان يستخدم بيئة نظام النوفذة س X11 في ماك وكان يحتاج تطبيق إكس 11 (بالإنجليزية: X 11)‏ أو إكسداروين (بالإنجليزية:  XDarwin)‏.
نيو أُفس يوفر لك واجهة شبيهة ببرامج الماك الأخرى، تثبيتها أسهل، واندماجها أسهل في واجهة ماك أو إس عشرة، وتستخدم خطوط ماك أو إس عشرة وخدمات الطباعة في النظام من دون تهيئة إضافية، وأيضاً متكاملة مع خاصية السحب والإفلات في ماك (بالإنجليزية:  drag-and-drop)‏ وغيرها.
إن النسخة التي لا تستخدم برنامج إكس 11 لتشغيلها تحتاج إلى ذاكرة عشوائية أكثر من النسخة التي تستخدم البرنامج، بعض الخصائص على كل حال أبطأ [بحاجة لمصدر]. ولأن نيو أُفس مبني على إصدارات أُبن أُفس.أورغ فهذا يجعل إصدارات نيو أُفس تتأخر برهة عن إصداراتها المبنية عليها من مشروع أُبن أُفس الأصلي. لأن فريق مطورين نيو أُفس صغير ومكلف في تطوير تكنولوجيا واجهة المستخدم، وقد يطول هذا التأخير إلى عدة شهور.

## نيو أُفس 3
أُبن أُفس.أورغ 2 للماك لم يستخدم نظام واجهة أكوا. ولكن تم استخدام هذه الواجهة في أُبن أُفس.أورغ 3. تم إصدار أُبن أُفس.أورغ 3 في 13 أكتوبر 2008 فقط في أجهزة ماكنتوش التي تعمل على معالجات إنتل فقط، ولكن يوجد إصدارات غير رسمية لمعالجات بور بي سي.
عندما أصدر نيو أُفس 3 في 31 مايو 2009 يستخدم نفس الشفرة لأُبن أُفس.أورغ 3.0.1. مقارنةً بأُبن أُفس.أورغ 3.0 ؛ نيو أُفس 3.0 أسرع في فتح المستندات ولكن أبطأ في الطباعة والعرض.

## الترخيص

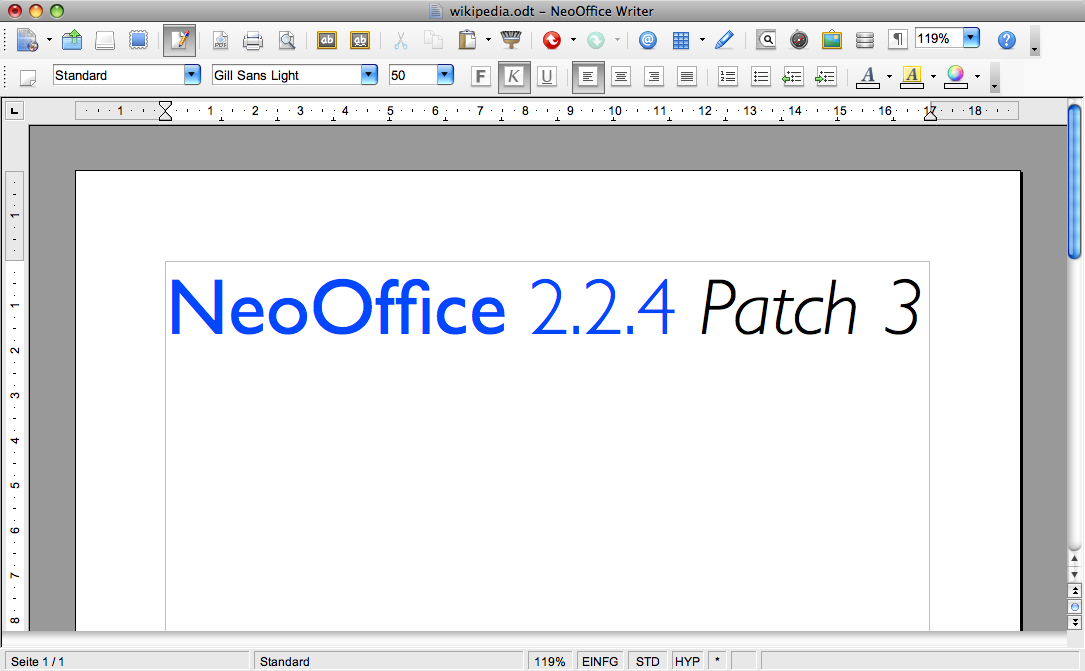
صورة لبرنامج الكاتب NeoOffice 2.2.4

أُبن أُفس.أورغ تم إصداره من قبل صن مايكروسيستمز تحت تراخيص رخصة جنو العمومية الصغرى وترخيص صن مصدر معايير الصناعة (بالإنجليزية: Sun Industry Standards Source License)‏؛ ولكن الآن تصدر تحت رخصة جنو العمومية الصغرى.على كل حال أُبن أُفس.أورغ تطلب حقوق نشر وتأليف لتقديم مساهمات في الشفرة المصدرية لكل من يستخدم شفرتهم المصدرية، وهذا يسمح لصن تقديم إصدارات أفضل من البرنامج. اختارت نيو أُفس أن لا تسلم شفرتها المصدرية لصن؛ لكي لا تستخدم الشفرة في إصدارات أُبن أُفس.أورغ الرسمية.بدلاً من ذلك نيو أُفس يصدر تحت رخصة جنو العمومية، والذي يضمن أن أي برنامج مبني عليها يبقى حر.
يوجد بعض المحاولات لحل اختلافات الترخيص ووجود مشاركة بين المطورين وشفرتي نيو أُفس وأُبن أُفس.أورغ. ولكن مطورين نيو أُفس يفضلون أن يعملون وحدهم بشكل منفصل عن مشروع أُبن أُفس.أورغ ويقولون «أن التنسيق يأخذ الكثير من الوقت»؛ وبالجهة المقابلة أعلن مطورون أُبن أُفس.أورغ: «لقد أقترحنا للعمل معاً، ولكن مطورون نيو أُفس رفضوا ذلك».

## وصلات داخلية
برامج مكتبية
أُبن أُفس.أورغ

## وصلات خارجية
موقع نيو أُفس
نيو ويكي
صفحة تنزيل دعم اللغات